# Stadion am Lindener Berg

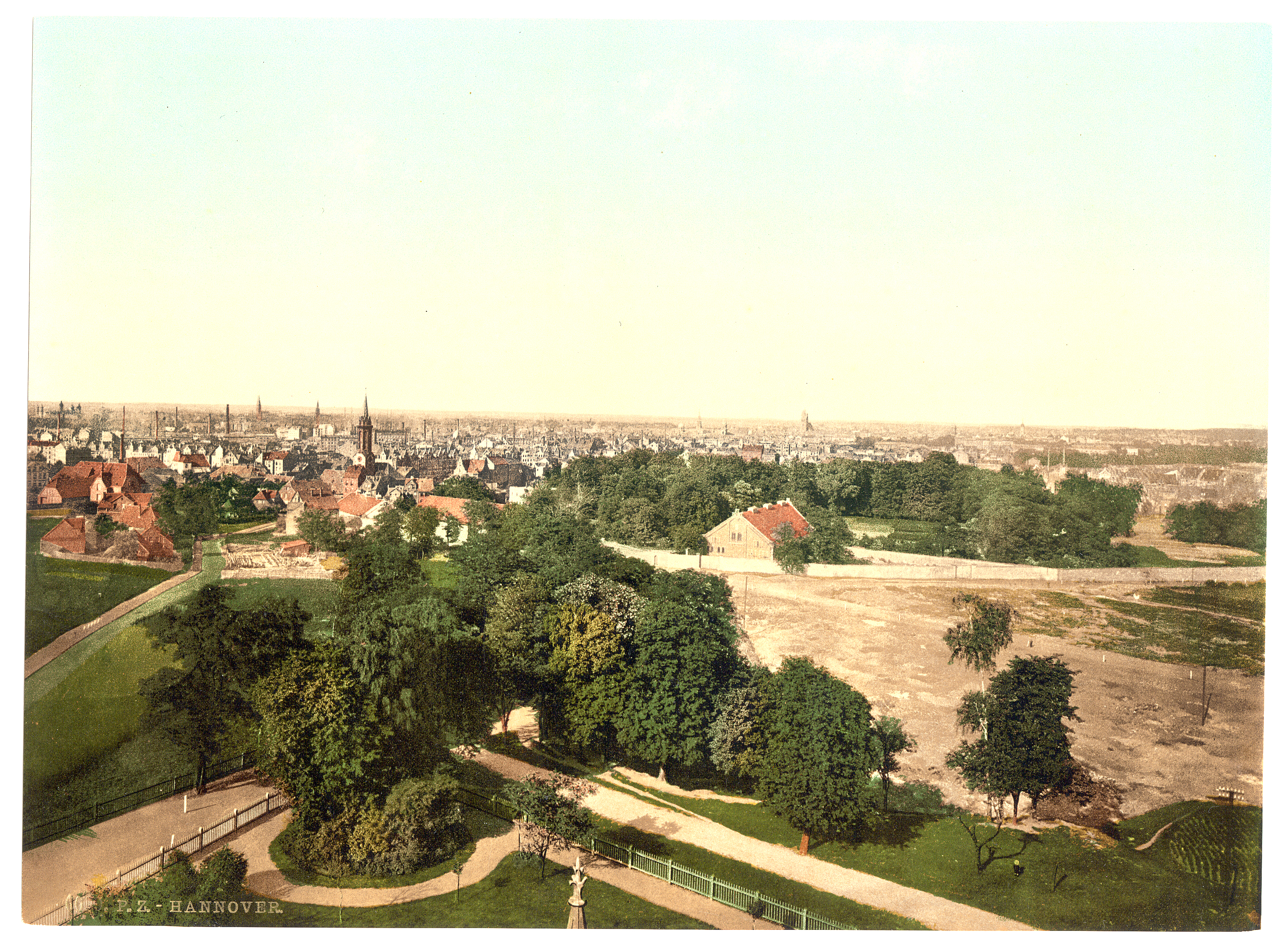
Das Gelände im Vordergrund rechts vor der Erbauung des Stadions um 1895–1905

Das Stadion am Lindener Berg, auch Lindener Stadion genannt, ist ein Fußballstadion in Hannover. Es ist die Austragungsstätte der Heimspiele des Vereins SV Linden 07, auch bekannt als Linden 07. Der Verein spielte in den 2000er Jahren meist in der Landesliga Niedersachsen, seit der Saison 2011/2012 spielt er in der 1. Kreisklasse Hannover-Stadt und seit 2018 wieder in der Kreisliga.
Das Stadion liegt in Hanglage am Lindener Berg, der einzigen größeren Erhebung im Kerngebiet der Stadt Hannover, die sich bei 89 m über NHN etwa 35 m über das übrige Stadtgebiet erhebt. Es bietet etwa 4.000 Zuschauern Platz, davon für knapp 1.000 Sitzplätze auf einer deutlich erhöhten Tribüne an der Bergseite. In unmittelbarer Nähe befinden sich das Vereinsheim von Linden 07 und diverse weitere Sportplätze, darunter Tennisplätze und die Sporthallen der IGS Linden.

## Geschichte
An der Stelle des Lindener Stadions befand sich ein Steinbruch, in dem der Geologe und Paläontologe Carl Struckmann im 19. Jahrhundert rund 140 Millionen Jahre alte Fossilien etwa von Dinosauriern gefunden hatte.